# 斯特凡·内茨勒
斯特凡·内茨勒（德語：Stefan Netzle，1957年12月31日—），瑞士男子赛艇运动员。他曾代表瑞士参加世界赛艇锦标赛，获得一枚金牌、一枚银牌和二枚铜牌。他也曾参加1980年和1984年夏季奥运会。